# Augst
Augst is een gemeente en plaats in het Zwitserse kanton Basel-Landschaft, en maakt deel uit van het district Liestal.
Augst telt 1042 inwoners (2019).